# Tetela de Ocampo
Tetela de Ocampo là một đô thị thuộc bang Puebla, México. Năm 2005, dân số của đô thị này là 24459 người.